# 威廉·羅斯科

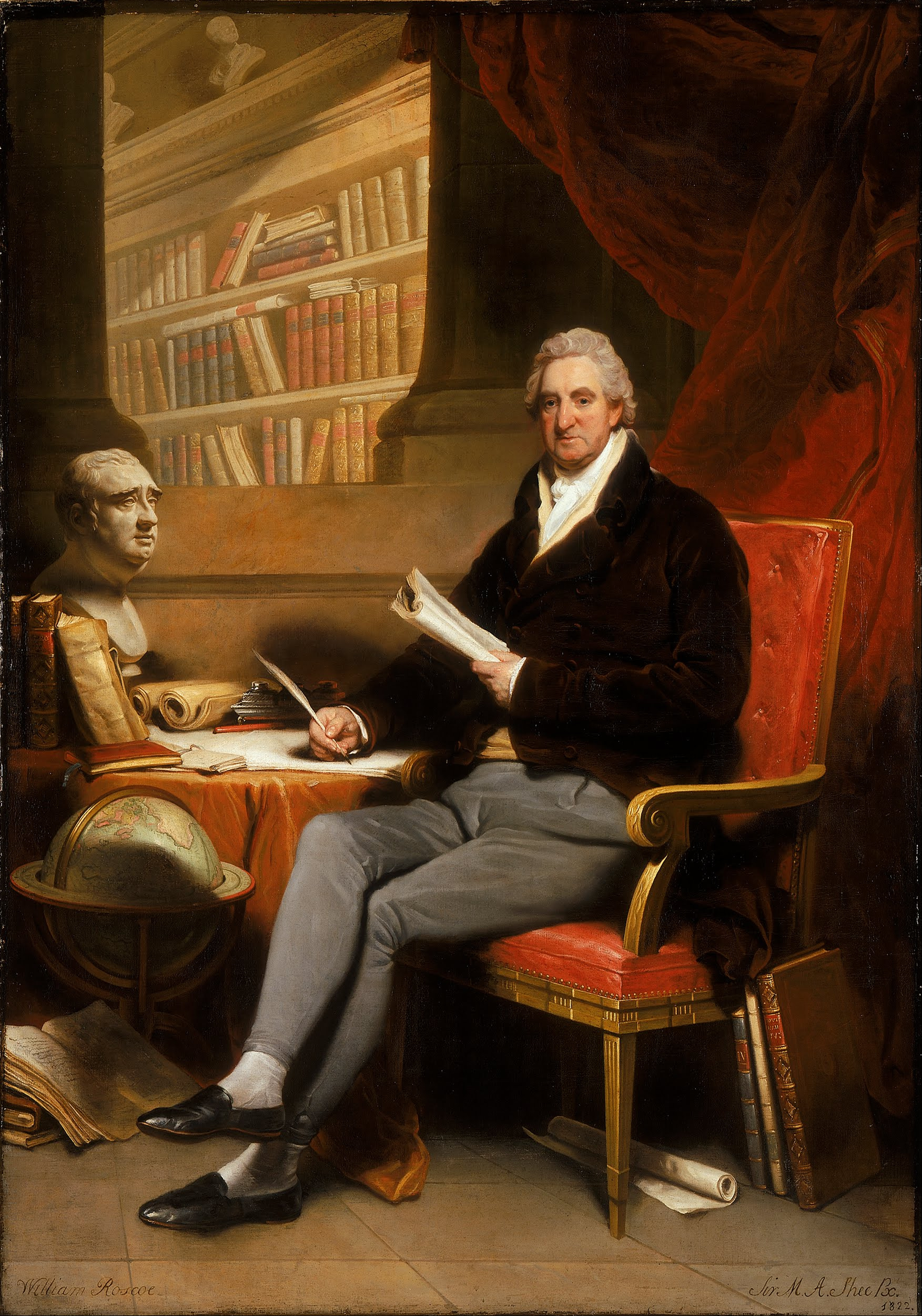
Martin Archer Shee繪製的威廉·羅斯科肖像，1815-1817

威廉·羅斯科（William Roscoe，1753年3月8日—1831年6月30日）是一位英格蘭歷史學家和作家，他多才多藝，而最以支持早期廢奴主義而聞名。

## 生平
威廉·羅斯科出生於利物浦，父親在歡喜山街（Mount Pleasant）有一家叫做“Bowling Green”的酒館，也在果菜園工作。羅斯科在12歲離開學校，協助父親在農場工作，但在業餘時間繼續學習。
1774年成為律師，1781年與利物浦商人威廉·吉利菲斯（William Griffies）的次女簡（Jane）結婚。1806年當選利物浦國會議員。1800年代早期，他領帶一批利物浦植物學家創建了利物浦植物園，此園最初只是私人花園，位於歡喜山街。1830年代搬到Wavertree Botanic Gardens。
1816年遭遇經濟危機，不得不賣掉大量藏書和畫作。1820年破產，羅斯科幾乎遭到當局逮捕，但最終被赦免。他的朋友們在關鍵時刻對他生出了援手。

## 家庭
羅斯科和他的妻子育有七子三女，他們包括威廉·斯坦利·羅斯科（1782–1843）、托馬斯·羅斯科（1791–1871）和亨利·羅斯科（1800–1836），其中亨利為其父寫了傳記。亨利的兒子亨利·恩菲爾德·羅斯科（1833–1915）成為了化學家和倫敦大學校長。其女瑪麗·安妮成為了詩人，是威廉·斯坦利·杰文斯之母。

## 擴展閱讀
- 其子亨利·羅斯科寫成的《生活》（Life，2卷，倫敦，1906）是及詳盡的威廉·羅斯科生平傳記

## 外部連結
- 威廉·羅斯科的作品  - 古騰堡計劃
- Hansard 1803–2005: William Roscoe在國會中的貢獻
- The Wrongs of Africa, Book the First: The full text of Book One of Roscoe's Wrongs of Africa (1787-1788), edited by Brycchan Carey （页面存档备份，存于）
- The Wrongs of Africa, Book the Second: The full text of Book Two of Roscoe's Wrongs of Africa (1787-1788), edited by Brycchan Carey （页面存档备份，存于）
- The Life and Experiences of Sir Henry Enfield Roscoe （页面存档备份，存于） (1906) - With information on William Roscoe
- Ohio tourist town named for William Roscoe （页面存档备份，存于）
- Full text of The Butterfly's Ball （页面存档备份，存于） by William Roscoe, McLoughlin Bros. & Co.
- 本条目包含来自公有领域出版物的文本: Chisholm, Hugh (编).  (第11版). London: Cambridge University Press. 1911.

| 大不列颠及北爱尔兰联合王国国会         | 大不列颠及北爱尔兰联合王国国会 | 大不列颠及北爱尔兰联合王国国会         |
| -------------------------------------- | ------------------------------ | -------------------------------------- |
| 前任： 伯納斯特·塔爾頓 艾薩克·加斯科因 | 利物浦國會議員 1806–1807       | 繼任： 伯納斯特·塔爾頓 艾薩克·加斯科因 |